# NGC 2276
NGC 2276 é uma galáxia espiral barrada (SBc) localizada na direcção da constelação de Cepheus. Possui uma declinação de +85° 45' 18" e uma ascensão recta de 7 horas, 27 minutos e 13,6 segundos.